# Passage Reilhac
Le passage Reilhac est une voie du 10e arrondissement de Paris, en France.

## Situation et accès
Le passage Reilhac une voie privée du 10e arrondissement de Paris. Il débute au 54, rue du Faubourg-Saint-Denis et se termine au 39, boulevard de Strasbourg.

## Origine du nom
Le passage Reilhac tire son nom de celui d'un ancien propriétaire.

## Historique
La voie est ouverte en 1879 sous sa dénomination actuelle.